# Karulyfalva község
Karulyfalva község (románul: Comuna Coroieni) község Máramaros megyében, Romániában. Központja Karulyfalva, beosztott falvai Bába, Drágosfalva, Dánpataka, Dűlőfalva.

## Népessége
A 2011-es népszámlálás adatai alapján a község népessége 2219 fő volt.